# 邱伯民
邱伯民，清朝政治人物。
宣统三年（1911年），擔任最后一任清朝廣州府南海縣知縣。宣统四年（1912年）清朝滅亡。